# Reinhold von Anrep-Elmpt
Conte Reinhold Philipp Johann von Anrep-Elmpt (Kursk, 30 gennaio 1834 – Thailandia, 26 agosto 1888) è stato un esploratore russo.

## Biografia
Reinhold von Anrep-Elmpt appartenente alla famiglia Anrep nacque a Kursk nell'impero russo da Joseph Carl von Anrep e da Cecilie Anrep, (von Elmpt). È cresciuto a Riga e a San Pietroburgo. Nel 1854 diventò un cornetto nel Reggimento Chevalier Guard. Servì nella Guerra di Crimea. Nel 1858 servì con il grado Rittmeister. Tra il 1858 e il 1870 risiedeva a Kärstna Manor (tedesco: Kerstenshof) nell'attuale Estonia. Dopo questo, trascorse il resto della sua vita come esploratore, viaggiando in Australia, Indie orientali, Cina, Giappone, California, America Centrale, Sud America, Cambogia e Thailandia. È morto in Thailandia.

## Opere principali
- Von der Spitze des Großglockners auf die sieben Sandhügel am See Francisco (Riga 1882)
- Australien, Eine Reise durch den ganzen Welttheil (3 volumi, Lipsia1886)
- Reise um die Welt, Beschreibung von Land und Meer, nebst Sitten und Kulturschilderungen mit besonderer Berücksichtigung der Tropennatur (Lipsia 1887)